# Juillet 1939
Cette page présente les faits marquants du mois de juillet 1939.

## Événements
- Création de la Mission des Noirs par Simon Pierre M'padi (khakisme)[1].

- 1er juillet : 
  - les négociations entre la France, le Royaume-Uni et l’URSS en vue d’un pacte d’assistance mutuelle s’enlisent;
  - la compagnie américaine American Export Air Lines inaugure sa première liaison transatlantique.

- 9 juillet : Grand Prix automobile de France.

- 10 juillet : devant l’aggravation de la tension germano-polonaise, le ministre français des Affaires étrangères, Georges Bonnet presse Londres d’accepter les conditions soviétiques afin d’aboutir à un accord.

- 13 juillet : Frank Sinatra et l'orchestre de Harry James produisent les premiers enregistrements de sa carrière : Melancholy Mood et From The Bottom Of My Heart.

- 14 juillet : le 150e anniversaire de la prise de la Bastille est un révélateur de l'ampleur de la crise politique : chaque formation politique le fête de manière indépendante.

- 15 juillet : 
  - l’interdit pontifical sur l’Action française est levé;
  - l’hydravion Lieutenant-de-vaisseau-Paris réalise la première liaison Paris-États-Unis avec passagers en 28 h 30 min sans escale.

- 17 juillet : premier vol du chasseur de nuit britannique Bristol Beaufighter.

- 22 juillet : premier vol du bombardier français Bloch MB.134.

- 23 juillet : Grand Prix automobile d'Allemagne.

- 25 juillet : premier vol du bombardier britannique Avro Manchester.

- 29 juillet : 
  - Code de la famille qui aggrave les peines sanctionnant l'avortement et institue une prime à la naissance du premier enfant si elle survient dans les deux ans du mariage.
  - Décret-loi augmentant de 2 ans la législature de la chambre des députés.

- 29 juillet - 5 aout : le 31e congrès mondial d’espéranto a lieu à Berne. Il est le dernier avant la fin de la Seconde Guerre mondiale.

- 30 juillet : 
  - le Tour de France est remporté par le belge Sylvère Maes (+ montagne). Le deuxième est le français René Vietto et le troisième est le belge Lucien Vlaeminck.
  - Un équipage d'aviateurs italiens porte le record de distance en circuit fermé à 12 935 km sur un Savoia-Marchetti D-82PD.

## Naissances
- 2 juillet : Bruno Amoussou, homme politique béninois.
- 9 juillet : Ihor Kalynets, poète ukrainien, et dissident soviétique († 28 juin 2025).
- 11 juillet : Georges Philippot, général de gendarmerie français († 9 février 2022).
- 14 juillet : Vince Taylor, chanteur de rock britannique († 27 août 1991).
- 15 juillet : Aníbal Cavaco Silva, homme d'État portugais.
- 16 juillet : Ruth Perry femme politique, Présidente du Libéria.
- 17 juillet : Milva, chanteuse italienne († 23 avril 2021).
- 18 juillet :
  - Edward Gramlich, économiste américain († 5 septembre 2007).
  - Peter Mutharika, homme politique malawite. Frère du président Bingu wa Mutharika, mort en 2012, il est le président de la république du Malawi depuis 2014.
  - Brian Auger, chanteur britannique.
  - Murad Yaguizarov, acteur azerbaïdjanais.
- 19 juillet : Évelyn Séléna, actrice française († 25 mars 2025).
- 25 juillet : Catherine Callbeck, première ministre de l'Île-du-Prince-Édouard.
- 29 juillet : Pierre Cangioni, journaliste français.
- 30 juillet : Peter Bogdanovich, cinéaste américain († 6 janvier 2022).

## Décès
- 12 juillet : Fernand Rinfret, maire de Montréal et homme politique.
- 14 juillet : Alphonse Mucha, peintre tchèque (° 24 juillet 1860).
- 15 juillet : Louis de Monard, peintre et sculpteur animalier français (° 31 janvier 1873).
- 17 juillet : Pierre Vellones, peintre et compositeur français (° 29 mars 1889).